# Chinnavedampatti
Chinnavedampatti é uma panchayat (vila) no distrito de Coimbatore , no estado indiano de Tamil Nadu.

## Demografia
Segundo o censo de 2001,  Chinnavedampatti  tinha uma população de 10,349 habitantes. Os indivíduos do sexo masculino constituem 51% da população e os do sexo feminino 49%. Chinnavedampatti tem uma taxa de literacia de 70%, superior à média nacional de 59.5%; a literacia no sexo masculino é de 79% e no sexo feminino é de 61%. 10% da população está abaixo dos 6 anos de idade.